# Luis Blanes Arques
Luis Blanes Arques (Rubielos de Mora, Teruel, 17 mei 1929 – Valencia, november 2009) was een Spaans componist, schrijver, filosoof, musicoloog en muziekpedagoog.

## Levensloop
Al kort na zijn geboorte vertrok de familie naar Alcoy, Alicante. In Alcoy studeerde hij muziek bij Padre Vicente Pérez-Jorge en later aan het Conservatorio Superior de Música de Valencia bij José Roca Coll, Francisco Enrique G. Gomá, Manuel Palau Boix en Enrique González.
Met een studiebeurs van de Fundación Santiago Lope kon hij zijn studies in Parijs bij Simone Plé voltooien.
Van 1963 tot 1965 was hij secretaris van het Conservatorio Superior de Música de Valencia en later professor en hoofd van de afdelingen compositie, instrumentatie en folklore. Van 1980 tot 1994 was hij professor en hoofd van de afdeling harmonie aan dit conservatorium. Eveneens was hij professor aan het conservatorium te Sevilla.
Hij was auteur van een groot studieboek voor harmonieleer Teoría y práctica de la Armonía Tonal in acht volumes. Eveneens was hij auteur van het boek Historia de la Sociedad Musical de Alzira.
Voor zijn werken heeft Blanes Arques talrijke prijzen en onderscheidingen gekregen, onder andere Premio de la Diputatición de Alicante, Premio Nacional de Joaquín Rodrigo, Premio Manuel Palau, Premio de la Generalidad Catalana, Premio de música de cámara del Ateneo de Sevilla en Premio Valencia por "La Font Roja".
Als componist schreef hij werken voor orgel, koor, vocale muziek en vooral voor de banda (harmonieorkest). De intussen overleden componist Eduardo López-Chávarri y Marco schreef in zijn boek "Compositores Valencianos del siglo XX", gepubliceerd 1992, een groot lof over Luis Blanes Arques. Op 19 januari 2005 werd hij eredoctor van de Universidad Politécnica de Valencia (UPV). Hij was ook Profesor Honorario del Conservatorio Maestro Vert de Carcaixent.

## Composities

### Werken voor banda (harmonieorkest)
- 1976 Música para vientos y percusión
- 1982 Mater Dolorosa, marcha procesional
- 1983 La Font Roja
- 1985 Diptic per a banda
  1. Occident
  2. Orient
- 1985 Semblances de la meua terra
  1. Larghetto and poco Rubato
  2. ostinato
- 2005 Semblances de la meua Terra, symfonisch gedicht
- A mi tío Rafael marcha mora (dedicada al Sr. Rafael Romá, president de l'Associació de "Sant Jordi")
- Contrabandistas '91, Marcha Cristiana
- Ecce-Homo
- Música para metales, órgano y timbales

### Vocale muziek
- 2002 Glosa a lo divino, voor sopraan en piano - tekst: San Juan de la Cruz
- 2002 Domine ut videam, voor sopraan en piano - tekst: Manuel Machado
- 2003 A la mare de Deu dels Lliris, voor sopraan, eenstemmig koor en piano - tekst: Ernesto Valor Calatayud
- 2004 Al borde de la alberca, voor sopraan, alt, tenor, bas en piano - tekst: Manuel Fernández Mota
- Ja no en queden, cancion popular de Valencia voor drie stemmen
- La vendimia, voor sopraan en piano - tekst: Ángel Martín
- Llanto por María, voor sopraan en piano - tekst: Ángel Martín
- A María, voor sopraan
- Nana, voor sopraan en piano
- Siete canciones de siete estilos, voor sopraan en piano - tekst: Odýsseas Elýtis (vertaling door: José Antonio Moreno Jurado)
- Tres canciones andaluzas, voor sopraan, gitaar en piano

### Werken voor koor
- 1968 Ara va de bo
- 1968 Plany riberenc - tekst: Eduardo Soleriestruch
- 1969 De Nocturns del meu poble - tekst: Jaume Bru i Vidal
  1. Nocturn del poble vell
  2. Nocturn del castell
- 1970 La cançó del teuladí - tekst: Teodoro Llorente
- 1971 Records infantils, Catalaanse liederen voor kinderkoor
- 1972-1973 Triptico becqueriano - tekst: Gustavo Adolfo Bécquer
  1. Despierta, tiemblo al mirarte
  2. Diera, alma mía
  3. A la orilla de mi lecho
- 1974 Cançó de Pasqua, voor gemengd koor (Primer Premio "Manuel Palau", 1974 en verplicht werk op het Certamen Corales-Rotary Club l'Eliana)
- 1977 Mendi-gaña - tekst: Xavier Lizardi
- 1983 Cançó del amor matiner - tekst: Josep Carner
- 1984 Tonadas zamoranas
- 1990 Al borde de la alberca - tekst: Manuel Fernández Mota
- Pepe Tono
- Quién dirá (Asturias)
- Vete conmigo nena, voor gemengd koor

### Geestelijke muziek
- 1989 Deus meus, in te confido
- 1999 Alleluia Psallite
- Motete de la "Virgen de los Lirios" de Alcoy, voor solisten en koor

### Kamermuziek
- 1996 Casus vel fortuna, voor klarinet (of saxofoon) en piano
- 1996 Sonata, voor fluit en piano
- 1996 Preludio, Aria y Scherzo, voor hobo en piano
- 2001 Dominios, voor altsaxofoon en piano
- Catacresis, voor tuba en piano
- Cinco piezas, voor trombonekwartet
- Dos piezas, voor fluit
- Eloquia Íntima, voor cello en piano
- Miroir, de Bagatelas
- Polos y simetrías
- Tres impresiones, voor saxofoonkwartet
- Ultraismos, voor hoorn en piano

### Werken voor orgel
- Tiento en consonancias y redobles

### Werken voor piano
- Estudio
- Suite Ascética, voor piano
- Tria Nocturna Insueta, voor piano

### Werken voor gitaar
- 1993 Homenatge al cego de la marina

## Publicaties
- Luis Blanes Arques: Personalidad del Padre Vicente Pére-Jorge a través de su música y de sus escritos. Facultat de Filosofia i Lletres del Universitat de Valencia. 2001. ISBN 8449021677
- Luis Blanes Arques: Teoría y práctica de la Armonía Tonal, 1A parte: El acorde de tres sonidos. Edition Real Musical.
- Luis Blanes Arques: Teoría y práctica de la Armonía Tonal, 1A parte: Realizaciones. Edition Real Musical. 208 p. ISBN 8438704379
- Luis Blanes Arques: Teoría y práctica de la Armonía Tonal, 2A parte: Realizaciones - Los acordes de cuatro y cinco sonidos. Edition Real Musical.
- Luis Blanes Arques: Teoría y práctica de la Armonía Tonal, 2A parte: Téoria y práctica - Los acordes de cuatro y cinco sonidos. Edition Real Musical. 235 p. ISBN 8438703186
- Luis Blanes Arques: Teoría y práctica de la Armonía Tonal, 3A parte: Téoria y práctica. Edition Real Musical.
- Luis Blanes Arques: Teoría y práctica de la Armonía Tonal, 3A parte: Realizaciones - Las notas de adorno. Edition Real Musical.
- Luis Blanes Arques: Teoría y práctica de la Armonía Tonal, 4A parte: Téoria y práctica. Edition Real Musical.
- Luis Blanes Arques: Teoría y práctica de la Armonía Tonal, 4A parte: Realizaciones. Edition Real Musical.
- Luis Blanes Arques: La mirada de T(heodor) Wiesengrund Adorno, músico, compositor y poeta sobre Gustav Mahler, músico, compositor y poeta - Memoria del curso académico 1993-1994. Real Académia de Cultura Valenciana. Valencia